# Unité d'Habitation de Nantes-Rezé

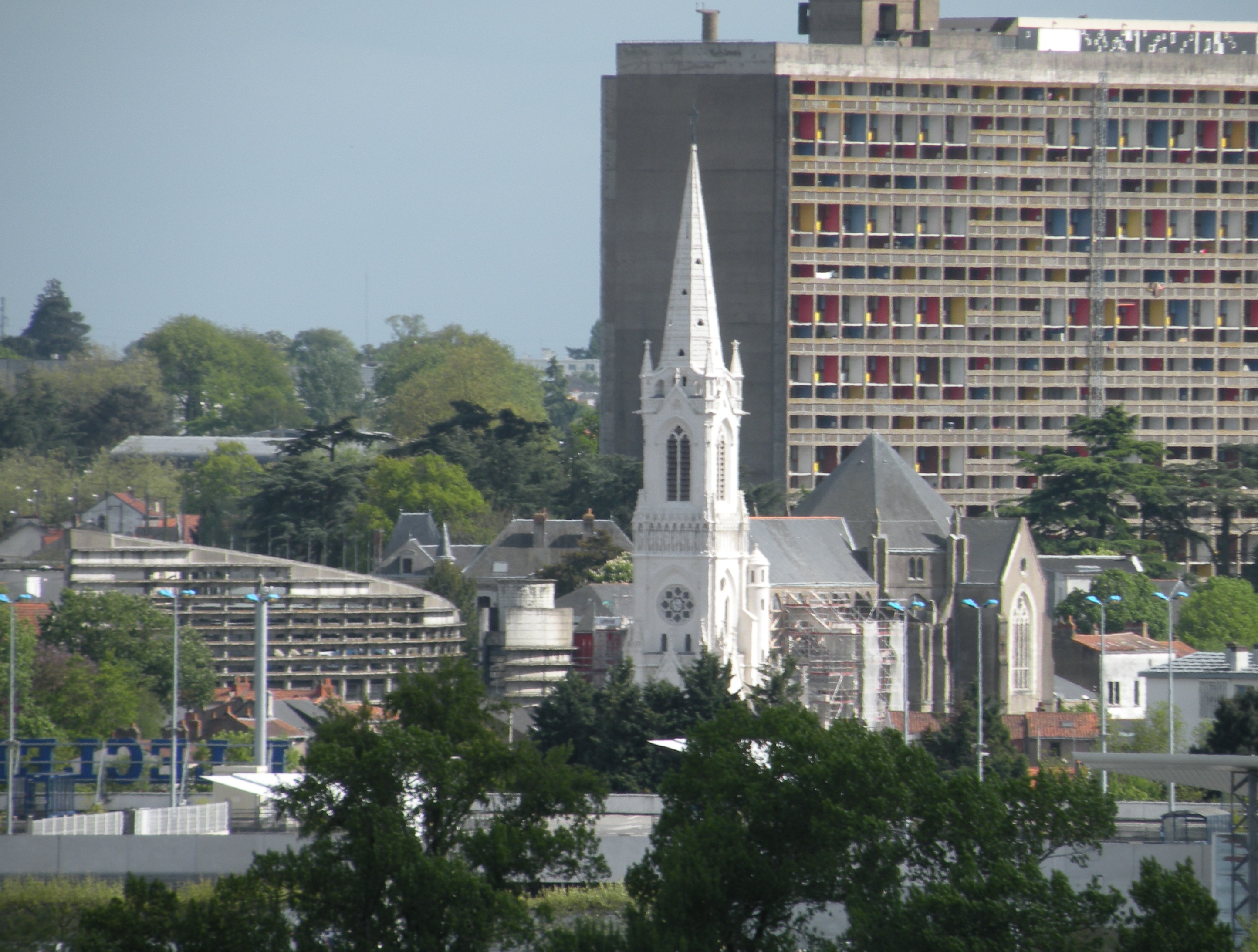
Unité d'habitation de Nantes-Rezé ao fundo

A Unité d'habitation de Nantes-Rezé é um prédio de apartamentos localizado em Rezé, um subúrbio de Nantes, na França, projectado por Le Corbusier . Ele contém 294 apartamentos e foi concluído em 1955. Faz parte do conceito de habitação da Unité d'habitation . O edifício contém uma escola no nível superior, mas ao contrário da Unité d'habitation de Marselha, não contém um nível comercial. Está listado como um monumento histórico desde 2001.